# Región del Mármara
La región del Mármara (en turco, Marmara Bölgesi) es una de las siete regiones en las que se divide Turquía. Se encuentra al noroeste del país.

## Provincias
La región del Mármara reúne 11 provincias:

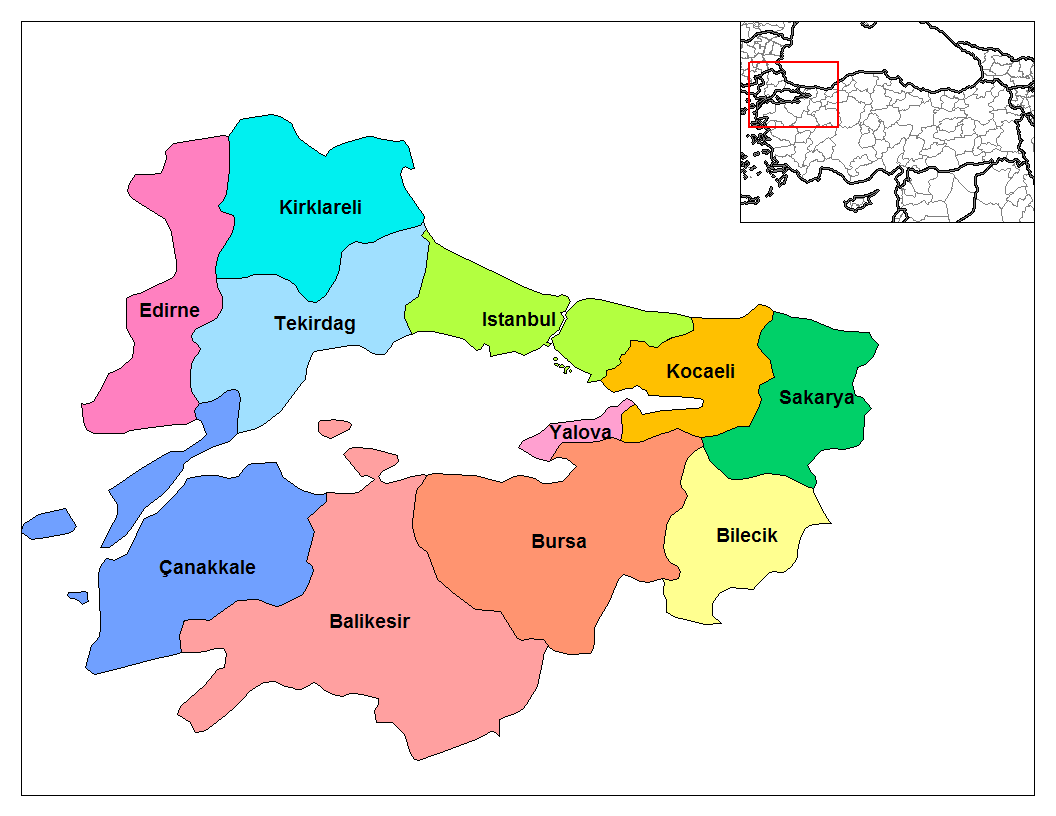
Región del Mármara.

| Provincias | Superficie | Puesto Nal. | Población (2013) | Puesto Nal. | Código ISO | Capital    |
| ---------- | ---------- | ----------- | ---------------- | ----------- | ---------- | ---------- |
| Balıkesir  | 14 442     | 12          | 1.170.654        | 17          | TR-10      | Balıkesir  |
| Bilecik    | 4 181      | 70          | 216.099          | 72          | TR-11      | Bilecik    |
| Bursa      | 11 087     | 27          | 2.749.462        | 06          | TR-16      | Bursa      |
| Çanakkale  | 9 887      | 30          | 493.805          | 44          | TR-17      | Çanakkale  |
| Edirne     | 6 241      | 54          | 403.204          | 48          | TR-22      | Edirne     |
| Estambul   | 5 170      | 65          | 15.733.812       | 01          | TR-34      | Estambul   |
| Kırklareli | 6 056      | 56          | 343.162          | 57          | TR-39      | Kırklareli |
| Kocaeli    | 3 635      | 73          | 1.718.362        | 16          | TR-41      | İzmit      |
| Sacaría    | 4 895      | 66          | 953.289          | 29          | TR-54      | Adapazarı  |
| Tekirdağ   | 6 345      | 53          | 841.677          | 37          | TR-59      | Tekirdağ   |
| Yalova     | 403        | 81          | 191.434          | 77          | TR-77      | Yalova     |

## Principales ciudades
Ciudades con más de 100 mil habitantes (2013)
- Balıkesir (267.720)
- Bandırma (121.856)
- Bursa (1.670.960)
- İnegöl (152.595)
- Edirne (152.061)
- Estambul (13.203.696)
- Sultanbeyli (400.759)
- Esenyurt (392.943)
- Beylikdüzü (261.038)
- Samandıra (184.905)
- Kıraç (143.171)
- Çekmeköy (122.569)
- Sarıgazi (115.879)
- Lüleburgaz (148.037)
- Izmit (305.797)
- Gebze (146.222)
- Derince (137.723)
- Körfez (115.576)
- Adapazarı (464.319)
- Çorlu (238.288)
- Tekirdağ (154.205)
- Yalova (100.800)